# Karl 11. af Sverige
Karl XI (født 24. november 1655, død 5. april 1697) var konge af Sverige fra 1660 til sin død. Han regerede også fra 1681 som hertug Karl I over Pfalz-Zweibrücken. Han var søn af Karl X Gustav og Hedvig Eleonora af Slesvig-Holsten-Gottorp og gift med Ulrika Eleonora af Danmark (1656–1693), datter af Frederik 3.. De havde blandt andre børnene Hedvig Sofia, Karl XII og Ulrika Eleonora.
Karl XI var med sin indgriben medvirkende til det danske nederlag ved Lund i 1676. Han indførte enevælden i 1680 og reducerede adelens indflydelse kraftigt. Adelens ressourcer blev anvendt til en kraftig udbygning af en civil og militær organisation under Karl XI's ledelse. Den svækkede adel gjorde, at bønderne igen blev en jordejende klasse.
Han er berygtet for at have beordret massakren 1678 i Ørkened sogn (svensk: Örkeneds socken), Skåne, hvor alle mænd mellem 15 og 60 år blev efterstræbt på livet og alle huse og gårde brændt ned.

## Vægterperiode (1655–1671)
Karl XI, det eneste barn af Karl X Gustav og Hedvig Eleonora af Holstein-Gottorp, blev født den 24. november 1655 på slottet Tre Kronor og arvede Sveriges krone den 13. februar 1660. Da Karl XI blev født, havde faderen travlt med sin kampagne i Polen, og da nyheden om tronfølgerens fødsel nåede ham i hovedkvarteret i Elbing, beordrede den lykkelige far artilleriet til at skyde salver. Til dåben den 9. december modtog hans mor en forgyldt dåbsvugge som en gave fra hendes forældre, hertug Frederik III af Holstein-Gottorp og Marie Elisabeth af Sachsen. Vuggen har siden fungeret som det svenske kongehus' ceremonielle dåbsvugge og blev sidst brugt ved prinsesse Estelles barnedåb i maj 2012.
Der var først juleaften 1659 at Karl mødte sin far for første gang, i forbindelse med at Riksdagen var indkaldt af kongen til at mødes i Göteborg 1660. Rigsdagen blev åbnet den 3. januar 1660, og dagen efter sad den lille kronprins på en stol ved siden af kongen, som holdt en lang tale om sine militære bedrifter. Godt en uge senere blev kongen syg, den 12. februar skrev han sit testamente og dagen efter døde han. Samme dag blev den fireårige Karl XI hyldet som konge og var ved den lejlighed iført et bluse i lilla guldbrokade. Blusen er bevaret i Livrustkammaren, hvor det er udstillet sammen med et skjold, som den unge konge modtog af dronning Kristina i forbindelse med sin fars begravelse, der fandt sted den 4. november samme år i Stockholm. Den nu næsten femårige konge blev skiftevis båret og ført i hånden bag sin fars kiste i det lange optog, der snoede sig fra slottet i regn og blæst, gennem Skeppsbron og Stora Nygatan til Riddarholmskirken.
Karl X Gustav havde i sit testamente udnævnt professor Emund Gripenhielm til sin søns lærer. Uddannelsen omfattede blandt andet latin, fransk og tysk. Kongen skulle også have viden om historie, statskundskab, geografi, astronomi, arkitektur og krigskunst. Formynderregeringen holdt nøje øje med, hvordan studierne gik og opdagede hurtigt, at kongen klarede sig dårligt på grund af sin ordblindhed. Kongen var genert, havde svært ved at læse og skrive, men var god til at lære ting udenad. Da den italienske forfatter og diplomat Lorenzo Magalotti besøgte Stockholm i 1674, beskrev han den unge Karl XI som "en mand, der er flov og bange for alting. Det ser ud til, at han ikke tør se nogen i ansigtet, og han bevæger sig som hvis han gik på glas". Magalotti beskrev ham endvidere som en godmodig mand "der kunne lide at spise og drikke og besad alle de gode egenskaber, som uvidenhed kan bringe". Andre egenskaber, som Megalotti anså for at kendetegne kongen, var hans dybe fromhed og hans dygtighed som fægter og rytter.
I 1671 fik kongen lov til at begynde at deltage i Riksrådets møder. Vægterregeringen blev ledet af enkedronning Hedvig Elonora. Andre medlemmer var Riksdrot Per Brahe, kansler Magnus Gabriel De la Gardie, nationalkasserer Herman Fleming og rigsmarskal og rigsadmiral Carl Gustaf Wrangel . Det er blevet sagt om denne regering, at den havde iøjnefaldende svagheder; den havde svært ved at ordne de dårlige statsfinanser. Fjärdepartsräfsten, som blev besluttet i 1655, blev gennemført uden engagement.

## Den første regeringstid (1672–1674)
Karl XI blev myndig i forbindelse med Rigsdagen i 1672 og kunne derefter tage tronen i besiddelse. Et spørgsmål, der vakte kontroverser i Riksdagen, var spørgsmålet om håndfæstningen, den forpligtigelse som kongen skulle aflægge ved sin tronbestigning. Adelsudvalget foreslog, at den kongelige erklæring skulle indeholde en garanti for adelens privilegier. Et andet spørgsmål var, om den kongelige forsikring ville beskytte Riksdagens medlemmer, hvis det efterfølgende skulle vise sig, at Riksdagens råd til kongen var dårligt. Adelsudvalget foreslog også, at regeringsgrundlaget fra 1634, der var Sveriges første regeringsgrundlag, udencdog at have karakter af en grundlov, blev ratificeret. I Riksdagen var der uenigheder med hensyn til, hvordan den kongelige erklæring skulle se ud, men til sidst besluttede man at foreslå kongen en beskyttelse mod falske anklager, beskyttelse af rigsdagens medlemmer og at regeringsgrundlaget skulle ratificeres. Det første punkt nægtede kongen at gå med til. I forbindelse med Riksdagen afleverede formynderregeringen en rapport om, hvordan den havde varetaget sit embede. To dage efter at han modtog dette, gav Karl XI formynderregeringen fuld ansvarsfrihed.
Tronbestigningen blev fejret den 18.–20. december 1672 og blev blandt andet fejret med en procession fra slottet Tre Kronor til Beridarebanan, hvor Karl XI deltog klædt ud som en romersk hærfører. Denne karrusel hed Certamen Equestre og blev udødeliggjort af David Klöcker Ehrenstrahl i hans panelværk af samme navn. I sommeren 1673 påbegyndte Karl XI sin Eriksgata, den rejse, som nyvalgte svenske konger tidligere skulle gennemføre gennem de forskellige provinser for at blive bekræftet af provinsernes lagmænd. Sidst på efteråret blev han livstruende syg af mæslinger og måtte aflyse den planlagte anden del af Eriksgatan.
Svensk sikkerhedspolitik havde i form ynderregeringens tid været præget af ambitionen om at forhindre Danmark i at blive medlem af enhver stormagtskoalition, der kunne true Sverige. Hovedtruslen var, mente man, at Danmark ville slå sig sammen med Frankrig. Dette kunne give Danmark mulighed for at generobre sine østlige dele, men også true suveræniteten for Holstein-Gottorp, Sveriges allierede, et område Sverige havde lovet at forsvare. En anden trussel var Holland, som havde en fuldstændig dominerende stilling for så vidt angår handelen i Østersøen.
Sverige var sammen med Frankrig og den hellige romerske kejser garant for den Westfalske Fred. For at blokere for mulige franske ekspansionsplaner indgik Sverige en trippelalliance med England og Holland i 1668. Inden for Riksdagen var der forskellige meninger om, hvordan svensk udenrigspolitik skulle udformes. De la Gardie ønskede tættere bånd til Frankrig, mens Johan Göransson Gyllenstierna gik ind for tættere bånd til England, Holland og den tyske kejser. Da den engelske konge Karl II gennem Dover-traktaten i 1670 overraskende blev allieret med Frankrig, blev denne sidste mulighed blev forspildt.
I 1672 dannede Frankrig og Sverige en alliance. Frankrig lovede at betale Sverige 400.000 riksdaler årligt i fredstid og 600.000 om året i krig. Sverige påtog sig at holde fred i det tyske rige og at holde de tyske stater ude af en krig mellem Frankrig og dets modstandere Holland og Spanien. Det sidste ville blive arrangeret ved, at Sverige oprettede en hær på 16.000 mand i Tyskland. Fra et svensk synspunkt var motivet, at man ikke ønskede, at det franske tilbud skulle til Danmark i stedet. En militær oprustning blev anset for nødvendig i det nordlige Tyskland for at forsvare de svenske provinser.

## Skånske Krig (1675–1679)

### Tabene i Tyskland og til søs
I 1672 var den fransk-hollandske krig begyndt. I april 1674 tilbød den franske ambassadør i Stockholm at øge de årlige tilskud til Sverige med et betydeligt beløb i bytte for, at de svenske tropper i Pommern steg til 22 000 mand. Dette tilbud blev accepteret af Riksdagen, og kongen og Sverige begyndte at sende tropper til Pommern. Sverige havde stort behov for tilskuddene fra Frankrig, men derfra blev det nu meddelt, at pengene først ville blive udbetalt, når de svenske tropper var kommet ind i Brandenburg. Chefen for de svenske tropper i Pommern var Carl Gustaf Wrangel og i december 1674 gik tropperne ind på Brandenburgs område. Den 28. juni 1675 mødtes de svenske og brandenburgske tropper i slaget ved Fehrbellin, som endte med et svensk nederlag.
Fra svensk side havde man forsøgt at indgå et neutralitetsforbund med Danmark. Riksrådet Nils Brahe kom endelig til København i 1674 for at diskutere et sådant, men også for at tilbyde Karl XI's forslag til Christian V's søster Ulrikke Eleonore (svensk: Ulrika Eleonora). Karl 11. prioriterede en alliance, men den var imod Christian 5. I juni 1675, lige før slaget ved Fehrbellin, blev forlovelsen udråbt. Da det svenske nederlag blev kendt i København, angreb Christian 5. hertug Kristian Albrekt af Holstein-Gottorp, som blev fængslet. Den 2. september 1675 erklærede Danmark Sverige krig.
De la Gardie havde i juli 1675 lovet, at flåden ville kunne stævne ud med 40 krigsskibe inden for to uger. Det viste sig hurtigt, at flåden var i dårlig stand, og at ledelsen af flåden var inkompetent: Rigsadmiralen Gustaf Otto Stenbock havde aldrig været til søs, og heller ikke de to admiralitetsråd Nils Brahe og Claes Nilsson Stiernsköld. Flåden kastede anker i oktober, men blev af en storm tvunget til at vende om ved Karlsöarna, fordi skibene ikke holdt mål. Efter krigsudbruddet, samledes Sveriges lovgivende forsamling, Ståndsriksdagen, i Uppsala for at bevilge midler. Til gengæld nedsatte rigets stænder en undersøgelseskommission, der skulle undersøge, hvordan formynderregeringen og rigsdagen havde styret landet i formyndertiden. Medens Rigsdagen var samlet fandt Karl XI's kroning sted den 28. september. I april 1676 kunne en omorganiseret og genbevæbnet flåde stævne ud, en flåde der bestod af 59 skibe og 11.000 mand. Den svenske flåde mødte den danske i farvandet mellem Bornholm og Skåne den 25. maj, men intet afgørende skete den dag. Den svenske flåde trak sig tilbage mod Kalmarsund og den 1. juni angreb den danske flåde, forstærket af skibe fra den hollandske flåde. Søslaget ved Ølands sydlige spids resulterede i et svensk nederlag på grund af den svenske flådes inkompetence, og det kongelige skib Kronan gik tabt.

### Krigen i Skåne
Riksrådet fortsatte med sine interne stridigheder, og kongen blev tvunget til at regere landet uden deres støtte. Han tilbragte efteråret 1675 i sin nyoprettede feltlejr i Skåne med at bevæbne det svenske rige til den kommende Skånske Krig. Hans soldater i Skåne var dog underlegne i både antal og udstyr sammenlignet med danskerne. I juni 1676 marcherede en dansk-norsk hær ind i Bohuslän fra Norge under kommando af Ulrik Frederik Gyldenløve, som erobrede Uddevalla og erobrede Vänersborg efter en voldsom kamp. Den 27. juni landede danske tropper ved Ystad, som hurtigt blev erobret. Den danske hovedstyrke under kommando af hertug Johan Adolf af Holstein-Plön landede i Råå ved Helsingborg. Helsingborg og Ängelholm blev taget uden modstand og Landskrona blev taget efter en belejring af Landskrona. De svenske tropper, anført af Karl XI, trak sig tilbage mod Kristianstad. Efter hårde kampe blev byen også erobret af de danske tropper, som senere marcherede gennem Halland og nærmede sig Halmstad.
Ved hjælp af tropper som blev samlet fra hele fra Sverige lykkedes det dog for Karl XI at slå angrebet tilbage med hjælp af de erfarne generaler somSimon Grundel-Helmfelt, Rutger von Ascheberg og Fabian von Fersen. Kongen opnåede sin første sejr mod et dansk korps i slaget ved Halmstad den 17. august 1676, hvor de svenske tropper og deres ledelse fik øget selvtillid, hvilket fik stor betydning for fremtidige kampe. Karl XI marcherede videre mod syd gennem Skåne og den 11. november ankom han til den oversvømmede Kävlingeån uden for Lund. Syd for åen lå den danske hær under ledelse af Christian V, som var stationeret ved Skälshög ved Lund. Det var umuligt at krydse åen, og Karl XI måtte vente flere uger, før åen frøs til. Dette skete endelig den 3. december og om morgenen den følgende dag indledte Karl XI et overraskelsesangreb mod de danske tropper, som udviklede sig til det blodige Slaget ved Lund. Slaget endte med en afgørende sejr til Sverige, men som hårdt lammede begge hære. Det er et af de blodigste slag i historien, når man tager tabene i betragtning - næsten 70 procent - i forhold til det samlede antal soldater: 13.000 danske soldater mod 8.000 svenske. Slaget viste sig at være afgørende i kampen om Skåne
Året efter kæmpede Karl XI med 9.000 mand mod Christian V igen med sine 12.000 danskere i slaget ved Landskrona den 17. juli. Dette var Karl XI's sidste sejr på slagmarken, da den danske konge senere i september 1678 evakuerede den danske hær tilbage til Sjælland. I 1679 dikterede kong Louis XIV af Frankrig fredsbetingelserne på egne og på vegne af Sverige, hvilket fornærmede Karl XI i en sådan grad, at han aldrig kom til at stole på franskmændene igen. Han gik til sidst med til en fred, hvor de fleste af de erobrede områder skulle gå til Sverige, bortset fra de mindre besiddelser Wildeshausen, Thedinghausen, Dörverden og en del af svensk Hinterpommern. Freden med Danmark fandt sted gennem Fontainebleau-traktaten og i Lund og med Brandenburg gennem traktaten i Saint-Germain (1679).

## Indenrigspolitik (1680-1697)
Karl XI brugte resten af sit liv på at forsøge at forhindre endnu en krig ved at agere mere selvstændigt i udenrigsanliggender, samtidig med at han gik ind for økonomisk stabilitet og en omorganisering af militæret. Hans resterende 20 år på tronen var den længste fredsperiode i Sveriges tid som stormagt. Johan Göransson Gyllenstierna indtog en dominerende stilling som Karl XI's første minister og yndling. Nogle kilder siger, at kongen i høj grad var afhængig af Gyllenstiernas råd. Hans uventede død i Landskrona den 10. juni 1680 skabte et stort tomrum, og flere af Gyllenstiernas modstandere forsøgte at komme tæt på kongen og overtage Gyllenstiernas plads.

### Reduktionen
Som følge af den skånske krig var Sveriges finanser svækket kraftigt, og den svenske stat stod i dyb gæld. I oktober 1680 indkaldte Karl XI Riksdagen sammen med Ståndriksdagen. Der fremlagde kongen et såkaldt reduktionsforslag, som blev vedtaget af Riksdagen, ifølge hvilket alle donationer af godser fra de udenlandske provinser skulle trækkes tilbage til kronen og de indkomstsgivende greve- og friherreskaber skulle afskaffes. Donationer med et større årligt afkast end 600 daler sølvmønt blev også reduceret. På den måde var lavadelen forholdsvis fri for reduktionen, mens højadelen blev hårdt ramt. I alt 80 procent af 1600-tallets jordbesiddelser vendte tilbage til kronen. Medlemmerne af formynderregeringen blev hårdest ramt af reduktionen, og kansler De la Gardie værst af alle. Ud over anden ejendom blev han i 1681 tvunget til at returnere Läckö slot med dets 248 værelser, flere med storslåede møbler, og han blev dømt til at erstatte kronen med 400.000 daler sølvmønt. I reduktionsårene oprettede Karl XI kommisionerne Den Store Kommission og Likvidationskommissionen, som havde til opgave at granske både formynderregeringens og den godsejeradelens besiddelser rundt om i riget og kræve store erstatninger, hvilket resulterede i en fuldstændig omstrukturering af Sveriges finanser.

### Enevældens indførelse
Reduktionen forberedte indførelsen af enevælde, og den kom til at give svensk politik en fredelig og anti-fransk retning for den nærmeste fremtid. Det var disse formål, der var tiltænkt i Riksdagen i 1680, hvor partierne – enevældens tilhængere og vennerne af aristokratiets magt – stødte sammen. Det hele var formentlig en på forhånd aftalt overenskommelse mellem Karl XI og hans mænd, og kom til at betegne et vendepunkt i Sveriges historie. Ud over værgemålet og nedsættelsen førte dette også til afviklingen af den gamle rigsrådsmyndighed, som svenske konger siden 1634 var forpligtet til at modtage råd fra. Under krigen udbrød interne kampe mellem rådmændene, og kongen styrede riget mere eller mindre uden at lytte til deres råd. Dette betød, at perioden med det højadelige regime var slut, og at den kongelige enevældes æra i stedet var begyndt. De vigtige beslutninger i Rigsdagen i 1682, som gjorde reduktionen til kongens enemyndighed og rev alle barrierer for hans lovgivende magt ned, betød kun fuldførelsen af den omvæltning, der var påbegyndt i 1680. Rigets Stænder bekræftede Karl XI's magt over Riksdagen i 1693 gennem en proklamation om, at kongen var enehersker over det svenske rige.

### Underafdelingsbureau
Blandt de store arbejder i Karl XI's indre bestyrelse var indretningen af statens økonomiske tilgange og genoprettelse af landets forsvarsstyrke. For færdiggørelsen af begge disse arbejder var reduktionen en væsentlig betingelse. De offentlige finanser, der var helt i opløsning efter krigen, blev gradvist hjulpet op, så statsunderskuddet i løbet af få år forsvandt, og finansbalancen blev genoprettet. I Rigsdagen 1693 kunne Karl XI befri sit folk fra alle former for særlige ekstraskatter, som de var blevet pålagt tidligere. Ved hans død var statsgælden reduceret fra 44 til 11½ millioner daler sølvmønt og der var også afsat en skat på et par millioner til uforudsete behov. Omorganiseringen af det svenske forsvarsstyrelse var knyttet til reformeringen og successiv implementering af det såkaldte divisionsagentur. Kongeriget modtog en veludstyret og veltrænet stand her på 38 000 mand indelta eller roterede ryttere og soldater; derudover var der en hvervet styrke på 25 000 mand, som faktisk blev brugt til forsvaret af de fremmede provinser. Soldaterne blev kaldt karoliner og blev trænet til at kæmpe meget offensivt, men sjældent defensivt. Flåden, der blev ødelagt under krigen, blev genskabt næsten på ny. På tidspunktet for Karl XI's død bestod det af 38 større krigsskibe med 2 648 kanoner og 11 000 mand. En flådestation med dokker og skibsværfter blev bygget i Karlskrona, som fik sine byprivilegier den 10. august 1680.

### Centralisering
Statsforvaltningen blev omorganiseret, og fik delvist en ændret organisation efter de enevældige principper, der gjorde sig gældende under Karl XI's egen bestyrelse. Rigsrådet som sådan havde ikke meget at sige til regeringen. Beslutningerne blev truffet af kongen efter samråd i et råd, hvis sammensætning ændrede sig i overensstemmelse med sagernes forskellige karakter. Rådet øvede heller ingen indflydelse på højskolernes administration. Kongen alene gjorde sig gældende; han skubbede de kollegiale Former til side saa meget som muligt og overlod de vigtigste Sager til særlige Afdelinger eller Bureauer under sin egen umiddelbare Ledelse. Centraliseringen af den svenske administration når sit højdepunkt i disse og andre passager i monarkiets dage. Retsstaten blev forbedret, retssystemet blev forbedret, og den omfattende retsreform, som havde været på dagsordenen siden begyndelsen af århundredet, tog et stort skridt fremad, da den store lovkommission i 1686 blev nedsat, hvis sidste frugt var 1734-loven.

### Erobrede danske områder forsvenskes
Karl XI arbejdede med iver på forsvenskningen af de tidligere dansk-norske lande, som omfattede Skåne, Bohuslän, Jämtland og Gotland. Nogle metoder omfattede et forbud mod alle bøger skrevet på dansk eller norsk, hvilket således overtrådte et af kravene i Roskildefreden, præsterne måtte kun prædike på svensk og alle nye præster og lærere. skulle komme fra Sverige. Hovedmidlet var folkeopdragelsen, men indførelse af svensk kirkevæsen, svensk lov og svensk orden bidrog også til sammenlægningen. Af stor betydning var også restaureringen af Lund Universitet i 1682, indviet i 1668, som den sidste krig havde ødelagt.

### Massakren i Ørkened sogn
Efter den skånske krig mistroede Karl XI de skånske bønder og var særlig hård mod Skåne. I det nordlige Skåne havde snaphanerne angrebet svenske soldater og stjålet de kongelige skattekister. Disse fik også stærk støtte fra de lokale landsbyer. Fra februar 1677 anvendte Karl XI kollektiv afstraffelse af hele sogne i kampen mod snaphanerne. En af mange reaktioner på den modstand, der mødte de svenske tropper, var Karl XI's ordre den 19. april 1678 der ledte til massakren i Ørkened. Alle huse og gårde i Ørkened sogn i det nordøstlige Skåne nord for Kristiansstad skulle brændes ned, alle mænd, der kunne klare at bære en riffel, skulle dræbes, og alt af værdi skulle plyndres. Karl XI forblev skeptisk over for de skånske indbyggere hele sit liv. Skånske mænd fik ikke lov til at blive rekrutteret til kavalleriet og og husarregimentet førend i 1698. Kongen talte for en hård fremmarch mod Skånes og Skånelands første guvernør, general Gyllenstierna, der regerede mellem 1679 og 1680, var yderst hård mod sognene i Blekinge og Nordskåne. Efter Gyllenstiernas død i 1680 blev guvernørposten overtaget af Rutger von Ascheberg, der gik ind for en mere skånsom tilgang, og som indledte den såkaldte "genopbygning" i Skåne.
Forsvenskningen blev ikke gennemført lige så kraftigt i de tyske provinser (Pommern, Wismar og Bremen-Verden) og i Østersøprovinserne. I Tyskland måtte Karl XI dele magten i provinserne med provinsgodserne og adlyde den hellige romerske kejser som hans vasal. I de baltiske provinser var magtstrukturen helt anderledes. Disse blev styret af en for det meste tysk landejendom, der udnyttede serf bønder. Karl XI gjorde indsigelse mod godsejernes undertrykkelse af bønderne, men det lykkedes ham ikke at afskaffe livegenskabet. Kexholm og Ingermanland var tyndt befolket og af ringe interesse for kongen.

### Kirken
For den svenske kirke blev Karl XI's styre epokegørende. Denne fik nu efter megen vaklen en fast orden og dens forhold til det verdslige samfund blev bestemt af 1686 kirkeloven, som i hovedsagen var gældende indtil begyndelsen af det 20. århundrede. En ny katekismus (1689), en ny kirkehåndbog (1693) og en ny salmebog (1695) blev også udarbejdet og vedtaget. Meget arbejde blev brugt på en ny udgave af Bibelen; den blev ikke afsluttet under Karl XI's tid, men blev udgivet i 1703 og havde officiel gyldighed indtil 1917. Karl XI støttede på mange måder videnskabelig forskning på universiteterne i sit rige; han fremmede udviklingen af folkeundervisningen paa det grundlag, der tidligere var lagt, og ivrede for udbredelse af oplysning til Sveriges almue.

## Udenrigspolitik (1680–1697)
Sveriges udenrigspolitik var afgjort fredelig efter 1679, fordi Karl XI indså, at den ydre ro af flere grunde var gavnede hans rige og var en betingelse for gennemførelsen af de store indre reformer. Ledelsen af udenrigsanliggender, som ikke interesserede Karl XI, blev efter Gyllenstiernas død overdraget til Bengt Oxenstierna, der formåede at fastholde sig selv som kancellipræsident og udenrigsminister. Han overtalte sin konge til gradvist at opgive den skandinaviske politik, som Gyllenstierne havde sat skub i gennem forbundstraktaten med Danmark i 1679. I stedet sluttede Sverige sig til Holland ("garantitraktat i Haag", 1681), kejseren, (1682) og Spanien (1683) eller generelt til de magter, der under ledelse af William af Orange mod Ludvig XIV's krigeriske planer søgte at bevare europæisk fred og ligevægt.
Trods Karl XI og Oxenstiernes indsats stod krigen for døren gang på gang. I 1683 truede Frankrig i forbund med Danmark og Brandenburg; I 1688 var Sverige tæt på at fejde med Danmark ved Øresund af hensyn til Holsten og blev under Den Store Europæiske Krig i 1690'erne lavet af det franske parti under Nils Bielkes ledelse kæmpe forsøg på at trække Karl XI ind i unionen med Ludvig XIV og på samme tid ind i det store slag. Karl XI holdt sig ikke desto mindre til Oxenstierna-politikken og bevarede Sveriges neutrale position.

## Ægteskab og familie
I fredsforhandlingerne mellem Sverige og Danmark i 1679 var ægteskabet mellem Karl XI og Ulrika Eleonora af Danmark på dagsordenen og blev stadfæstet den 26. september 1679. Brylluppet fandt sted den 6. maj 1680 på Skottorps slot i Skummeslöv sogn, Halland. Karl XI var tidligere forlovet med sin kusine Juliana af Hessen-Eschwege, men planerne blev skrinlagt efter en skandale. Under krigen blev Ulrika Eleonora berygtet for sin loyalitet over for sit kommende hjemland ved at vise venlighed over for svenske krigsfanger i Danmark. Hun pantsatte sine egne ejendele, inklusive sin forlovelsesring, for at indsamle mad, sengetøj og medicin til fangerne.
Karl XI og Ulrika Eleonora var meget forskellige personligheder. Mens kongen var en lidenskabelig jæger og rytter, helligede dronningen sig til kunst og læsning af bøger, og hun blev kendt for sin store næstekærlighed. Hun var også ofte syg, og hendes mange graviditeter tog hårdt på hende. Karl XI var meget aktiv og travl, og mens kongen beskæftigede sig med at mønstre og inspicere og øve sine tropper, var Ulrika Eleonora for det meste alene og trist. Selve ægteskabet blev dog betragtet som en succes, hvor kongen og dronningen var meget glade for hinanden. Som dronning havde Ulrika Eleonora en begrænset indflydelse på politik og stod i skyggen af sin svigermor. I reduktionsårene lagde Ulrika Eleonora gode ord ind for de personer, hvis ejendom blev konfiskeret af kronen, men kongen fortalte hende, at det ikke var for at lytte til hendes politiske råd, at han havde giftet sig med hende. I stedet hjalp hun ofrene for reduktionen ved i hemmelighed at kompensere dem økonomisk ved at pantsætte sine egne ejendele. Karl XI viste hende dog senere den tillid, at han i 1690 gav hende en plads i et eventuelt værgeråd for sønnen.
Syv børn blev født i ægteskabet, hvoraf tre børn overlevede ægtefællerne:
1. Hedvig Sofia (1681–1708), gift i 1698 med hertug Fredrik IV af Holstein-Gottorp og bedstemor til tsar Peter III af Rusland.
2. Karl XII (1682–1718), konge af Sverige 1697–1718.
3. Gustav (1683-1685)
4. Ulrik (1684–1685)
5. Frederik (1685-1685)
6. Karl Gustav (1686-1687)
7. Ulrika Eleonora den yngre (1688–1741), regerende dronning 1718–1720, gift i 1715 med Fredrik av Hesse-Kassel, senere kong Fredrik I af Sverige.

Spædbarnet Ulrik (1684–1685) fik Jacobsdal Slot udenfor Stockholm i gave af Hedvig Eleonora, efter hvem det fik navnet Ulriksdal.
Omkring 1690 led Ulrika Eleonora af en udiagnosticeret sygdom, som blev vurderet til at være dødelig og betød, at hun i stigende grad blev tvunget til at tilbringe uger i sengen. Da hun blev alvorligt syg i 1693, viede Karl XI al sin tid til hendes omsorg. Hendes død den 26. juli samme år rystede ham dybt, og han kom sig aldrig helt. Ulrika Eleonoras siges i sin levetid at have givet økonomisk bistand til omkring 17 000 mennesker. 

## Død og begravelse
I slutningen af 1680'erne havde Karl XI kastet blod op, hvilket skete efter hans udmattende rejser rundt i kongeriget. Han fik også feberanfald og blev gentagne gange tvunget til at blive i sengen i et par dage. Året efter Ulrika Eleonoras død havde han smerter i underlivet, og i løbet af sommeren 1696 blev han plaget så hårdt, at han kaldte begge sine læger Urban Hjärne og Johan Martin Ziervogel. Han fik medicin, der kun gav midlertidig lindring, men anfaldene vendte tilbage og blev mere og mere smertefulde. Han fortsatte med at udføre sine pligter som sædvanlig, men i februar 1697 blev smerterne for voldsomme til, at han kunne fortsætte sit arbejde, og han vendte tilbage til Stockholm, hvor lægerne opdagede, at han havde en stor induration i underlivet. På dette tidspunkt var der ikke meget, lægerne kunne gøre andet end at lindre kongens smerter med medicin. Fra den 28. marts var kongen sengeliggende på Tre Kronor Slot og den 1. april sagde han farvel til sin mor og børn. Det siges, at han på sit dødsleje indrømmede over for sin mor, at han ikke havde følt sig lykkelig siden Ulrika Eleonoras død. Karl XI døde om aftenen den 5. april 1697, 41 år og 132 dage gammel. En obduktion viste, at kongen havde udviklet kræft, der havde spredt sig i hele bughulen. Han blev begravet den 24. november samme år i Karolinska gravkoret i Riddarholm kirke.

## Eftermæle
I Alf Åbergs biografi om Karl XI fra 1958 blev han betegnet som en "i mange henseender selvstændig, vaklende og utilregnelig monark, som let kunne lade sig påvirke af sine omgivelser". I Göran Rystads biografi fra 2003 karakteriseres kongen derimod som "en selvbevidst, viljestærk hersker, hvis indsats fik varige konsekvenser for udviklingen af det svenske samfund", og som skabte "en social revolution ved at åbne vejen for stillinger og forfremmelser inden for administration og militær magt, for alle på lige vilkår".
Mellem 1989 og 2016 blev Karl XI afbildet på den svenske femhundredekroneseddel, med kongen som motiv på forsiden og Christopher Polhem som motiv på bagsiden. Valget faldt på kongen, fordi Sveriges riksbank blev grundlagt i 1668 under Karl XI. Valget var dog meget kontroversielt pga. kongens hensynsløse ordre om at brænde Ørkened sogn ned.
Karlskyrkan i Tõnismäe-distriktet i Tallinn, Estland, er dedikeret til Karl XI. Den befæstede by Carlsburg, som i dag ligger i Bremerhaven nær Bremen, blev opkaldt efter Karl XI. Byen Karlskrona er også opkaldt efter ham, og den blev i 1998 optaget på Unescos verdensarv-liste som objekt nr. 871. På Stortorget i byen stod en statue af kongen, modelleret af John Börjeson, opført i 1897.

## Anetavle
|  |                                               |  |  |  |  |  |  |  |  |  |  |  |  |
|  | Greve Johan I af Pfalz-Zweibrücken            |  |  |  |  |  |  |  |  |  |  |  |  |
|  |                                               |  |  |  |  |  |  |  |  |  |  |  |  |
|  |                                               |  |  |  |  |  |  |  |  |  |  |  |  |
|  | Hertug Johan Kasimir af Stegeborg             |  |  |  |  |  |  |  |  |  |  |  |  |
|  |                                               |  |  |  |  |  |  |  |  |  |  |  |  |
|  |                                               |  |  |  |  |  |  |  |  |  |  |  |  |
|  | Prinsesse Magdalena af Jülich-Cleve-Berg      |  |  |  |  |  |  |  |  |  |  |  |  |
|  |                                               |  |  |  |  |  |  |  |  |  |  |  |  |
|  |                                               |  |  |  |  |  |  |  |  |  |  |  |  |
|  | Kong Karl X Gustav                            |  |  |  |  |  |  |  |  |  |  |  |  |
|  |                                               |  |  |  |  |  |  |  |  |  |  |  |  |
|  |                                               |  |  |  |  |  |  |  |  |  |  |  |  |
|  | Kong Karl IX af Sverige                       |  |  |  |  |  |  |  |  |  |  |  |  |
|  |                                               |  |  |  |  |  |  |  |  |  |  |  |  |
|  |                                               |  |  |  |  |  |  |  |  |  |  |  |  |
|  | Prinsesse Katarina af Sverige                 |  |  |  |  |  |  |  |  |  |  |  |  |
|  |                                               |  |  |  |  |  |  |  |  |  |  |  |  |
|  |                                               |  |  |  |  |  |  |  |  |  |  |  |  |
|  | Prinsesse Maria af Pfalz                      |  |  |  |  |  |  |  |  |  |  |  |  |
|  |                                               |  |  |  |  |  |  |  |  |  |  |  |  |
|  |                                               |  |  |  |  |  |  |  |  |  |  |  |  |
|  | Kong Karl XI                                  |  |  |  |  |  |  |  |  |  |  |  |  |
|  |                                               |  |  |  |  |  |  |  |  |  |  |  |  |
|  |                                               |  |  |  |  |  |  |  |  |  |  |  |  |
|  | Hertug Johan Adolf av Holstein-Gottorp        |  |  |  |  |  |  |  |  |  |  |  |  |
|  |                                               |  |  |  |  |  |  |  |  |  |  |  |  |
|  |                                               |  |  |  |  |  |  |  |  |  |  |  |  |
|  | Hertug Fredrik III af Holstein-Gottorp        |  |  |  |  |  |  |  |  |  |  |  |  |
|  |                                               |  |  |  |  |  |  |  |  |  |  |  |  |
|  |                                               |  |  |  |  |  |  |  |  |  |  |  |  |
|  | Prinsesse Augusta af Danmark                  |  |  |  |  |  |  |  |  |  |  |  |  |
|  |                                               |  |  |  |  |  |  |  |  |  |  |  |  |
|  |                                               |  |  |  |  |  |  |  |  |  |  |  |  |
|  | Prinsesse Hedvig Eleonora af Holstein-Gottorp |  |  |  |  |  |  |  |  |  |  |  |  |
|  |                                               |  |  |  |  |  |  |  |  |  |  |  |  |
|  |                                               |  |  |  |  |  |  |  |  |  |  |  |  |
|  | Kurfyrste Johan Georg I af Sachsen            |  |  |  |  |  |  |  |  |  |  |  |  |
|  |                                               |  |  |  |  |  |  |  |  |  |  |  |  |
|  |                                               |  |  |  |  |  |  |  |  |  |  |  |  |
|  | Prinsesse Marie Elisabeth af Sachsen          |  |  |  |  |  |  |  |  |  |  |  |  |
|  |                                               |  |  |  |  |  |  |  |  |  |  |  |  |
|  |                                               |  |  |  |  |  |  |  |  |  |  |  |  |
|  | Hertuginde Magdalena Sibylla af Preussen      |  |  |  |  |  |  |  |  |  |  |  |  |
|  |                                               |  |  |  |  |  |  |  |  |  |  |  |  |
|  |                                               |  |  |  |  |  |  |  |  |  |  |  |  |

## Billeder
- Karl XIs dåbsvugge.
- Karl XI:s kolt fra 1660. Purpurfarvet guldbrokade med bord af broderier i guld og sølv. Båret af den fireårige Karl XI da han blev hyldet som konge 13. februar 1660 i Göteborg. Udstillet på Livrustkammaren.
- Karl XI som barn af Abraham Wuchters.
- Miniatureportræt af Karl XI som barn, fra cirka 1662. Findes på Livrustkammaren.
- Portræt af Karl XI som 11-årig.
- Kong Karl XIs opdragelse. Allegori David Klöcker Ehrenstrahl
- Miniatureportræt af Karl XI som voksen, cirka 1675–1680.
- Portræt af Karl XI fra 1685 af David Klöcker Ehrenstrahl.
- Allegori over kong Karl XIs og dronning Ulrika Eleonoras forening av David Klöcker Ehrenstrahl, 1692.
- Rytterportræt af Karl XI.
- Karl XI (1691) af David Klöcker Ehrenstrahl.
- Prinserna Gustav, Ulrik, Fredrik og Karl Gustav af Sverige, Karl XI's små sønner - detalje fra et samtidigt slægtsmaleri
- Karl XI's signatur og segl på et dokument fra 1688.
- Karl XI-statuen i Karlskrona.
- Karl XI's kiste i Riddarholmskyrkan
- Karl XI's billede blandt ni svenske monarker på en væg på Stockholms slott.